# Ay Yola
Ay Yola (baschkirisch Ай Йола; deutsch Gesetze des Universums) ist eine baschkirische Band aus Ufa, die seit 2024 aktiv ist und sich durch die Verbindung von Ethno-Pop, elektronischer Musik und traditionellen baschkirischen Elementen auszeichnet.

## Bandgeschichte
Ay Yola wurde 2024 von drei Musikern gegründet, dem Musikproduzenten und Multiinstrumentalisten Ruslan Shaikhitdinow, seiner Tochter, der Sängerin und Gitarristin Adel Shaikhitdinowa, sowie dem Sänger und Kurai-Spieler Rinat Ramazanow. Die Initialzündung für das Projekt war das gemeinsame Lied  Moya Ufa (2024), das anlässlich des 450-jährigen Jubiläums der Stadt Ufa entstand und einen Wettbewerb der lokalen Fernsehanstalt gewann. Inspiriert von diesem Erfolg beschlossen die Musiker, ein neues Projekt zu starten, das moderne Musikstile mit dem kulturellen Erbe Baschkortostans verbindet. Mit der Single Homay (veröffentlicht am 14. März 2025) gelang Ay Yola der Durchbruch. Der Song wurde millionenfach gestreamt, erreichte die Top 10 der russischen Charts, Platz 1 in Kasachstan und war auch in Usbekistan, Aserbaidschan, der Türkei und Europa erfolgreich. Im April 2025 stieg Homay auf Platz 7 der globalen Shazam-Charts ein und überholte damit internationale Stars wie Lady Gaga.

## Stil und Konzept
Ay Yola kombiniert elektronische Musik, Trap, Synth-Wave und Pop mit traditionellen Instrumenten wie Kurai, Dombra und Koboz. Die Band orientiert sich am baschkirischen Nationalepos Ural-Batyr, dessen Motive und Figuren in den Liedtexten aufgegriffen werden. Die Songs werden überwiegend auf Baschkirisch gesungen.

## Diskografie (Auswahl)
- 2025: Batyr
- 2025: Homay
- 2025: Ural Batyr